# Исаев, Александр Иванович
Алекса́ндр Ива́нович Иса́ев (14 августа 1940 — 22 мая 2011) — казахстанский и российский производственный деятель.
Генеральный директор Производственного объединения «Казглинозём» — директор Павлодарского алюминиевого завода имени 50-летия СССР (1987), вице-президент Государственного концерна алюминиевой промышленности «Концерн „Алюминий“» (1992), лауреат Государственной премии СССР.
Под руководством Исаева А. И. объём производства глинозёма на Павлодарском алюминиевом заводе впервые в истории завода превысил 1 миллион тонн в год (1989).

## Биография
В 1957 году окончил среднюю школу в г. Коммунарске, Ворошиловградской области УССР. В том же году вместе с родителями переехал в г. Чимкент Казахской ССР.
С 1957 по 1959 годы работал токарем на строительстве Чимкентского цементного завода.
В 1959 году поступил в Казахский химико-технологический институт на химико-технологический факультет. После окончания института в 1964 году был направлен в г. Павлодар на работу на Павлодарском алюминиевом заводе имени 50-летия СССР.
В период с 1965 по 1967 годы работал старшим аппаратчиком, мастером, старшим мастером цеха мокрой обработки глиноземного производства.
В 1967—1969 годах — начальник участка выщелачивания и сгущения мокрой обработки.
В 1970—1977 годах — старший мастер, заместитель начальника гидрометаллургического цеха.
В 1977—1982 годах — заместитель главного инженера — начальник производственно-технологического отдела завода.
В 1982 году назначен главным инженером Павлодарского алюминиевого завода имени 50-летия СССР Министерства цветной металлургии Казахской ССР.
В 1985 году направлен для прохождения обучения в Москву в Академию народного хозяйства при Совете Министров СССР. С отличием окончил Академию в 1987 году.
В 1987 году назначен генеральным директором Производственного объединения «Казглинозём» — директором Павлодарского алюминиевого завода имени 50-летия СССР.
В 1991 году переведён на работу в Государственный концерн алюминиевой промышленности «Концерн „Алюминий“» на должность вице-президента. Работал в интересах алюминиевой промышленности страны до выхода на пенсию в 2008 году.
Скончался в 2011 году в возрасте 70 лет после стремительно развившегося рака лёгких.

## Награды

### Государственная премия СССР

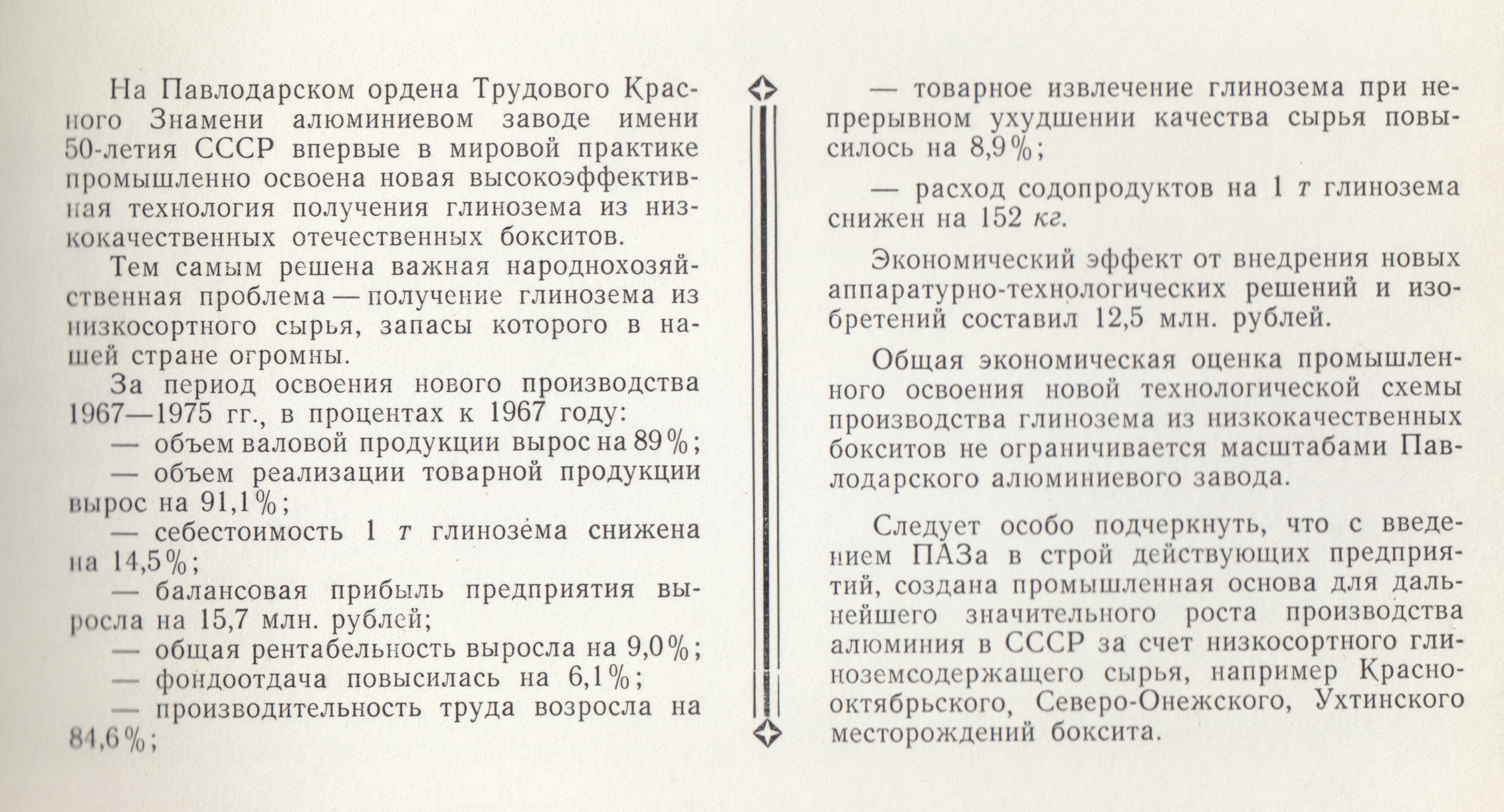
Результаты внедрения изобретений на ПАЗе (материалы к Государственной премии СССР)

В 1980 году, в составе группы разработчиков удостоен Государственной премии СССР за создание и промышленное освоение нового способа переработки низкокачественных бокситов, приведшего к расширению сырьевой базы алюминиевой промышленности.

## Изобретения

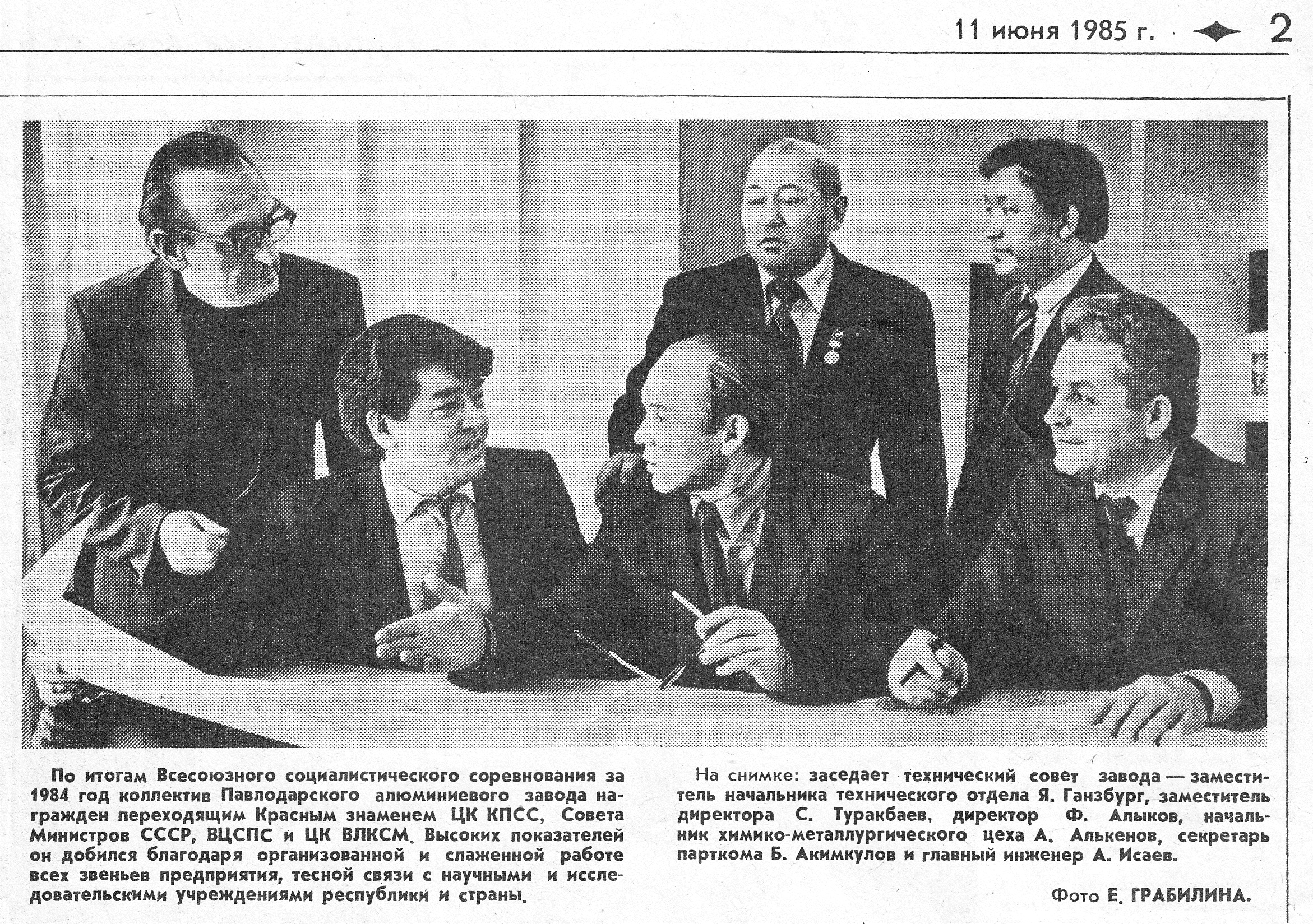
Заседание технического совета на ПАЗе

Исаев Александр Иванович автор более 20 авторских изобретений.
Среди них:
- способ получения галлия;
- способ извлечения галлия;
- способ получения глинозёма;
- способ управления процессом получения глинозёма из бокситов;
- аппарат для выщелачивания;
- вращающаяся печь с теплообменной футеровкой для кальцинации глинозёма

и многие другие.
Следует отметить, все изобретения были разработаны в составе группы единомышленников — коллег по работе на Павлодарском алюминиевом заводе. Среди них: Акимкулов Балтабек Кульжабекович, Алыков Фарид Абдул-Бакеевич, Алькенов Асигат Алькенович, Бурдо Станислав Владимирович, Насыров Наиль Закирович, Поднебесный Геннадий Павлович, Прокопов Игорь Владимирович и другие.